# Acanthaspis quinquespinosa
Acanthaspis quinquespinosa es un género de la familia de las chinches asesinas (Reduviidae). Este insecto se lo encuentra en la India, Sri Lanka, Birmania, Nepal y el Tíbet. Es un depredador, y tanto las ninfas como los adultos se alimentan de termitas, escarabajos, orugas y otros insectos.

## Descripción
El adulto Acanthaspis quinquespinosa varía en su apariencia según el hábitat en el que se encuentra. El color general es de marrón oscuro a negro, con abdomen y patas de color marrón rojizo y manchas amarillentas en el pronoto y las alas anteriores. Es una especie común; la coloración es similar a la de Acanthaspis angularis y Acanthaspis flavipes, pero pueden distinguirse por diferencias en los genitales masculinos. Tiene dos espinas o tubérculos prominentes cerca del centro del lóbulo posterior del pronoto y dos espinas largas en el margen posterior; el escutelo tiene una sola espina en su vértice. 
Los individuos adultos de esta especie pueden alcanzar los dos cm de largo máximo, siendo los machos algo más pequeños que las hembras.

## Distribución y hábitat
Acanthaspis quinquespinosa es originaria de la India, Sri Lanka, Nepal, Birmania y Tíbet. Se lo encuentra en una serie de hábitats diferentes, que incluyen selva tropical, jungla de matorrales y áreas agrícolas semiáridas. Entre los insectos de los que se alimenta se encuentran diversas plagas de cultivos y se lo ha encontrado en caña de azúcar, algodón y té. Generalmente se encuentra cerca del nivel del suelo, escondiéndose debajo de las piedras o la corteza de los árboles caídos.

## Ecología
A. quinquespinosa es un depredador que vive en el suelo con una amplia gama de presas, y es principalmente activo al amanecer y al anochecer. Las plagas de cultivos de las que se alimenta incluyen el gusano soldado de la remolacha (Laphygma exigua), el escarabajo ampolla (Mylabris purtulata), la termita (Odontotermes wallonensis), las chinches manchadoras de algodón (Dysdercus koenigii y Oxycarenus laetus), el gusano cogollero americano (Helicoverpa armigera), la oruga de la hoja (Spodoptera litura), el gusano cogollero rosado (Pectinophora gossypiella) y la polilla del arroz (Corcyra cephalonica). Los machos tienen una vida más corta que las hembras.
Una de sus presas es la termita (Coptotermes heimi); que en experimentos de alimentación se encontró que cuando esta termita era abundante, el insecto podía matar y comer hasta cuarenta termitas en un día.